# Льнянка японская
Льня́нка япо́нская (лат. Linaria japonica) — травянистое многолетнее растение, вид рода Льнянка; сейчас этот род обычно относят к семейству Подорожниковые (Plantaginaceae), но ранее помещали в семейства Норичниковые (Scrophulariaceae) или Верониковые (Veronicaceae).

## Ботаническое описание
Растение голое, сизоватое.
Стебли восходящие или приподнимающиеся, разветвлённые, часто многочисленные, 15—20 см высотой.
Листья мутовчатые, овальные или продолговатые, реже обратнояйцевидные, несколько притуплённые или с остроконечием, 1,5—3 см длиной, 0,5—1,5 мм шириной, с тремя слабо выступающими жилками.
Цветки собраны в  короткие рыхлые соцветия, цветоножки 5—6 мм длиной, прицветники короче цветоножек, ланцетные. Чашечка снаружи и внутри голая, с ланцетными или яйцевидными долями, 2,5—4 мм длиной, 1,5—2,5 мм шириной. Венчик светло-жёлтый, с оранжевым пятном в зеве, 12—17 мм длиной (без шпоры), верхняя губа превышает нижнюю, с выемкой 2,5 мм глубиной, нижняя с крупными закруглёнными лопастями 3 мм шириной, средняя доля более узкая, шпора коническая, 3,5—6 мм длиной. Цветение в августе.
Коробочка округлая, 7 мм в поперечнике. Семена 2,5 мм длиной, 1,5 мм шириной, почковидные, с утолщённым краем.
Вид описан из Японии.

## Распространение
Российский Дальний Восток: Курильские острова, Сахалин; Азия: Япония (острова Хоккайдо, Хонсю), Китай, Северная Корея.
Растёт на каменистых южных склонах.